# チャマルティン
チャマルティン （Chamartín）は、スペイン、マドリードの区。

## 地理
北をフエンカラル＝エル・パルド、東をシウダー・リネアル、南がサラマンカ、南西がチャンベリ、西をテトゥアンと接する。以下の6つの地区で構成される。
- 51 - エル・ビソ
- 52 - プロスペリダ
- 53 - シウダ・ハルディン
- 54 - イスパノアメリカ
- 55 - ヌエバ・エスパーニャ
- 56 - カスティーリャ

## 歴史
元々は、マドリード近郊の町で、インファンタード公爵家が面積のほとんどを所有していた、チャマルティン・デ・ラ・ロサ（Chamartín de la Rosa）であった。インファンタード公爵の邸宅には、スペイン独立戦争中マドリードへ向かう途中のナポレオン1世が滞在している。1880年、パストラーナ公爵がキンターナ・デル・レクエルドという名の領地をイエズス会のヌエストラ・セニョーラ神学校建設のため寄贈した。『イエズス会のチャマルティン』（los Jesuitas de Chamartín）と呼ばれたこの神学校は、20世紀初頭のマドリード有数の大規模校であった。マドリードの拡大に伴い、1948年6月5日、マドリードに編入された。現在は大企業が本社をおく国内有数の自治体となっている。M-30金融ゾーン（es）、プエルタ・デ・エウローパといった高層ビルが立ち並ぶ。マドリード主要駅の一つチャマルティン駅がある。

## 著名な建物
- アウディトリオ・ナショナル（es） - 国立のコンサートホール
- 国立自然科学博物館（es）
- 市立博物館
- ベルリン公園
- カスティーリャ広場（es）
- エスタディオ・サンティアゴ・ベルナベウ - レアル・マドリードの本拠地